# 守屋寿
守屋 寿（もりや ひさし、守屋 壽、1941年 - ）は、広島県福山市出身の古地図収集家、実業家。元メリルリンチ日本証券会長。

## 人物
広島県福山市出身。広島大学附属福山中学校・高等学校を経て、一橋大学卒業、ハーバード大学ハーバード・ビジネス・スクール修了。メリルリンチ日本証券会長などを歴任。古地図収集家としても知られ、2014年以降、郷里福山市の広島県立歴史博物館に古地図等1,226点からなる「守屋寿コレクション」を寄託した。同年、コレクションの中から、「享保日本図」の測量原図が発見された。2016年にも同博物館に寄託を行い、日本初の世界地図「万国総図」や「世界人物図」などが発見された。。2020年には年齢的に能力の限界を感じ蒐集活動を終了。古地図など計1350点全ての所有権が博物館に移転され、個人のコレクションとしては質・量ともに国内最大規模とされた。

## 略歴
- 1964年 - 一橋大学卒業。
- 1972年 - ハーバード大学ハーバード・ビジネス・スクール修了(MBA)。
- 1991年 - メリルリンチ日本証券会長を務める（2002年まで）。
- 2002年 - メリルリンチ日本証券相談役。[8]

## 社会的活動
- 大蔵省証券取引審議会市場整備部会委員[9]

## 著作
- （翻訳）ラリー・E.グライナー著「組織変更のパターン」『ハーバード・ビジネス・レビューマネジメントライブラリー』インターコンチネンタルマーケティング、1971
- 「証券市場の変遷とメリルリンチ」資本市場 / 資本市場研究会 [編]  (通号 132) 1996-08
- 「絶対的基準支配の社会へ」金融財政事情 49(18) 1998-05-11
- 「フルラインビジネスを展開し,さらなる発展を目指す」 資本市場 / 資本市場研究会 [編]  (通号 161) 1999-01